# Nemetona
Nemetona é uma deusa da religião céltica antiga cultuada na Gália oriental. É pensada ter sido a deidade epônima do povo Céltico-germânico - conhecido como Nemetes; evidência de sua veneração é encontrada por todo território anterior deles dentro e em torno do que agora é Tréveris, Alemanha. É também atestada em Bath, Inglaterra, onde um altar a ela foi dedicado por um homem do povo Tréveros gálico  . O nome dela é derivado da raiz céltica nemeto-, se referindo à áreas sagradas, e é relativa a nemeton, um termo designando espaços religiosos.
Inscrições sobreviventes frequentemente associam Nemetona a Marte. Ela está em dupla com "Marte Leucécio" na inscrição em Bath, e com Marte em Tréveris e Altrip. Inscrições individuais a Nemetona e Leucécio têm sido recuperadas do mesmo sítio em Klein-Winternheim. O sítio Altrip foi bem mais notável por ceder um retrato em terracota da deusa.